# مطبخ صيني أمريكي

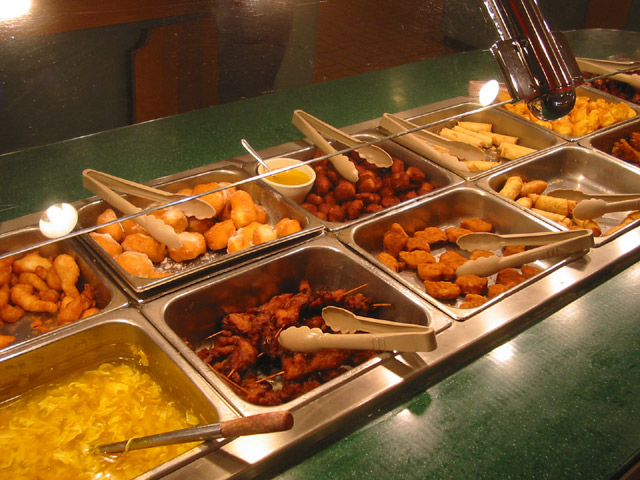

المطبخ الصيني الأمريكي هو نمط من طعام الوجبات السريعة الذي يقدم من قبل العديد من المطاعم الصينية في الولايات المتحدة الأمريكية. هذا النوع من الطبخ عادة يلبي الأذواق الأمريكية.ويختلف كثيرا عن المطبخ الصيني التقليدي بالصين. على الرغم من أن الصين لديها العديد من المأكولات الإقليمية، المأكولات الكانتونية وربما كانت المأكولات الإقليمية الأكثر تأثيرا في تطوير الطعام الصيني الأمريكي.

## التاريخ
في القرن ال19، في سان فرانسيسكو بدأت المطاعم في المدن الصغيرة من طلب عملائها، بدءا من لحم سندويشات الخنزير وفطيرة التفاح إلى الفول والبيض. هذه المطاعم الصغيرة وضعت المطبخ الصيني الأمريكي وتم تعديل طعامها ونمطها لتتناسب مع ذوق المزيد من الأمريكيين. في البداية كان روادها من عمال المناجم وعمال السكك الحديدية، وانشئت المطاعم الجديدة في المدن حيث كان الطعام الصيني غير معروف تماما، والتكيف مع المكونات المحلية وتلبية أذواق عملائها.
في عام 2011، متحف سميثسونيان الوطني للتاريخ الأميركي عرض بعض الخلفية التاريخية والتحف الثقافية من المطبخ الصيني الأمريكي في تقريرها المعرض «الحلو واللاذع»: نظرة في التاريخ الأغذية الصينية في الولايات المتحدة.
 نسخة محفوظة 14 أبريل 2013 على موقع واي باك مشين.

## الاختلافات
الطعام الصيني الأمريكي عادة ماتكون الخضروات كطبق جانبي أو مقبلات، بينما المأكولات الصينية الخضروات مهمة بأطباق الرئيسية. المطبخ الصيني الأصلي يجعل الاستخدام المتكرر للخضروات الورقية مثل بوك تشوي، ولان كاي ويضع تركيز أكبر على اللحوم والمأكولات الطازجة.
يتم تحضير الأرز المقلي في المطبخ الصيني الأمريكي أيضا بشكل مختلف عن المطبخ الصيني الاصلي، مع زيادة من صلصة الصويا وأضافة مزيد من النكهة في حين أن الأرز المقلي التقليدي في الثقافة الصينية يستخدم أقل من صلصة الصويا. بعض الأنماط الغذائية مثل ديم سوم تم تعديل أيضا لتناسب الأذواق الأمريكية، مثل العجين وزيادة الأطباق المقلية وصلصة الصويا.
كما ان ادوات ومواقد الطبخ والمقلاة تختلف
معظم المؤسسات الصينية الأمريكية تلبي رغبة العملاء غير الصينيين بالقوائم مكتوبة باللغة الإنجليزية وصور. إذا كانت القوائم منفصلة باللغة الصينية متاحة، فإنها عادة اطباقا خاصة مثل الكبد، أقدام الدجاج، أو أطباق اللحوم الأخرى التي يمكن أن تنفر عملاء الأمريكيين.
والذي يفضله الصينيين، ولكن يعتقد أن مكروها من قبل الأميركيين غير الصينيين.